# Marco Europeo de Interoperabilidad
El Marco Europeo de Interoperabilidad (EIF por sus siglas en inglés) es un documento que, en la Unión Europea, define una serie de directrices y recomendaciones para los servicios de administración electrónica que garanticen la interoperabilidad de los sistemas. La versión original fue redactada por la Comisión Europea en cumplimiento del Plan de Acción eEurope 2005, adoptado por el Consejo Europeo en Sevilla, en 2002. La versión actual es de 2017.
El Plan de Acción estipula que la interoperabilidad europea debería basarse en estándares abiertos, en el uso de software de código abierto y su promoción. El EIF considera estándar abierto aquel que satisface las siguientes condiciones:
- Los derechos de propiedad intelectual se encuentran depositados en una organización sin ánimo de lucro con una política de libre acceso.

- Ha sido publicado a través de un organismo regulador.
- Ha sido adoptado bajo un proceso de decisión abierto.
- No existen restricciones para su reutilización.

## Principios
En la estrategia de aplicación del Marco Europeo de Interoperabilidad a fecha de 2017 establece los siguientes principios fundamentales:
1. Subsidiariedad y proporcionalidad.
2. Apertura. Se exige que, mientras no existan restricciones, todos los datos públicos deben ser de libre acceso.
3. Transparencia. Permitir que las administraciones públicas y ciudadanos vean todos los procesos y tomas de decisiones.
4. Posibilidad de reutilización. Permitir reutilizar el trabajo ya hecho por otras administraciones públicas ante la presencia de problemas similares.
5. Neutralidad tecnológica y portabilidad de los datos. Se exige que las administraciones proporcionen a sus ciudadanos el acceso a sus servicios públicos y datos sin necesitar el uso de ninguna tecnología específica.
6. Primacía del usuario.
7. Inclusión y accesibilidad. Se exige que toda persona, sin importar su condición, pueda acceder a los servicios públicos digitales.
8. Seguridad e intimidad. Se aspira a que todos los ciudadanos confíen en el entorno digital de las administraciones públicas.
9. Multilingüismo. Se aspira a tener un ecosistema europeo digital multilinguista.
10. Simplificación administrativa. Se pide la supresión y valoración de aquellos servicios que no tengan valor público.
11. Conservación de la información. Se exige que las decisiones tomadas puedan ser accedidas durante un período de tiempo determinado.
12. Evaluación de efectividad y eficiencia. Se pide la evaluación de la efectividad y eficiencia de soluciones tecnológicas actuales y futuras.